# Kazallum
Kazallum – w II tys. p.n.e. główne miasto kraju Mutiabal lub ludu Mutiabalczyków, leżące gdzieś we wschodniej Babilonii, przy granicy z Elamem; obecna lokalizacja nieznana.